# Caja de música
Una caja de música es un instrumento musical mecánico que evolucionó a partir de los carillons à musique del siglo xviii.

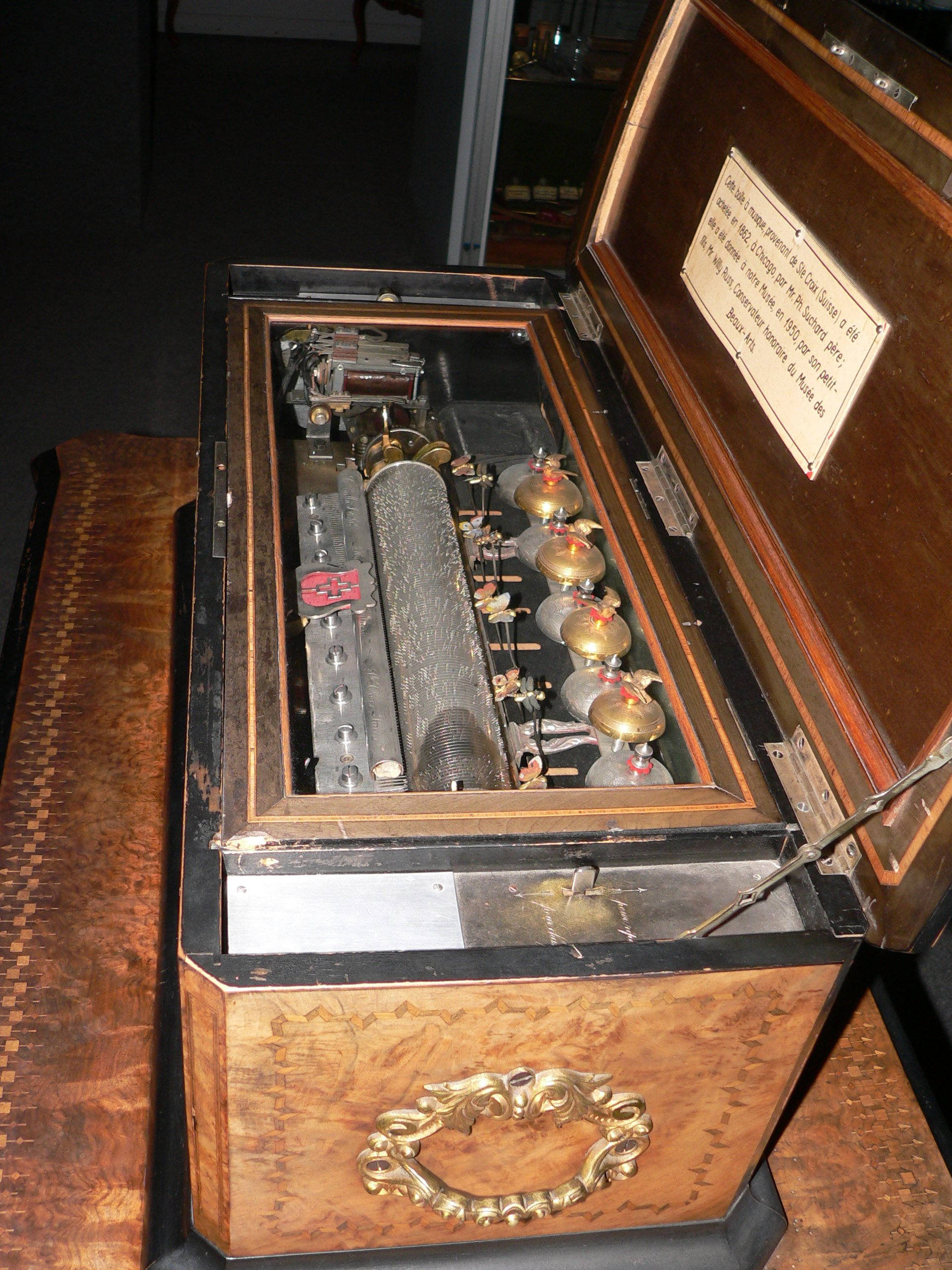
Caja de música.

El modelo más sencillo consiste en un cilindro giratorio o disco provisto de muescas en relieve o remaches que al tropezar con las láminas de un teclado de metal o pequeño cepillo de dientes de alambre, reproducen breves melodías. Los modelos más complejos disponen de un minúsculo tambor y pequeñas campanas, además del cepillo metálico.

## Historia
Los primeros mecanismos musicales sencillos fueron fabricados a partir del siglo XVI por artesanos relojeros suizos, como ingeniosos mecanismos que producían las notas por medio de un disco giratorio con dientes alrededor y esta técnica se continuó en relojes del siglo XVVIII. El nombre de “caja musical” se debe, al parecer, a Antoine Favre (1767-1828), un relojero de Ginebra, creador de un ingenio que tenía como mecanismo un fino diente que era pulsado por púas, y que se comercializó en el año 1796. En 1802 surgió una nueva versión del mecanismo de dientes y púas, que empleaba un disco plano giratorio con púas; esto permitía que se introdujeran más púas y que las cajas de música fueran más pequeñas.

## Funcionamiento

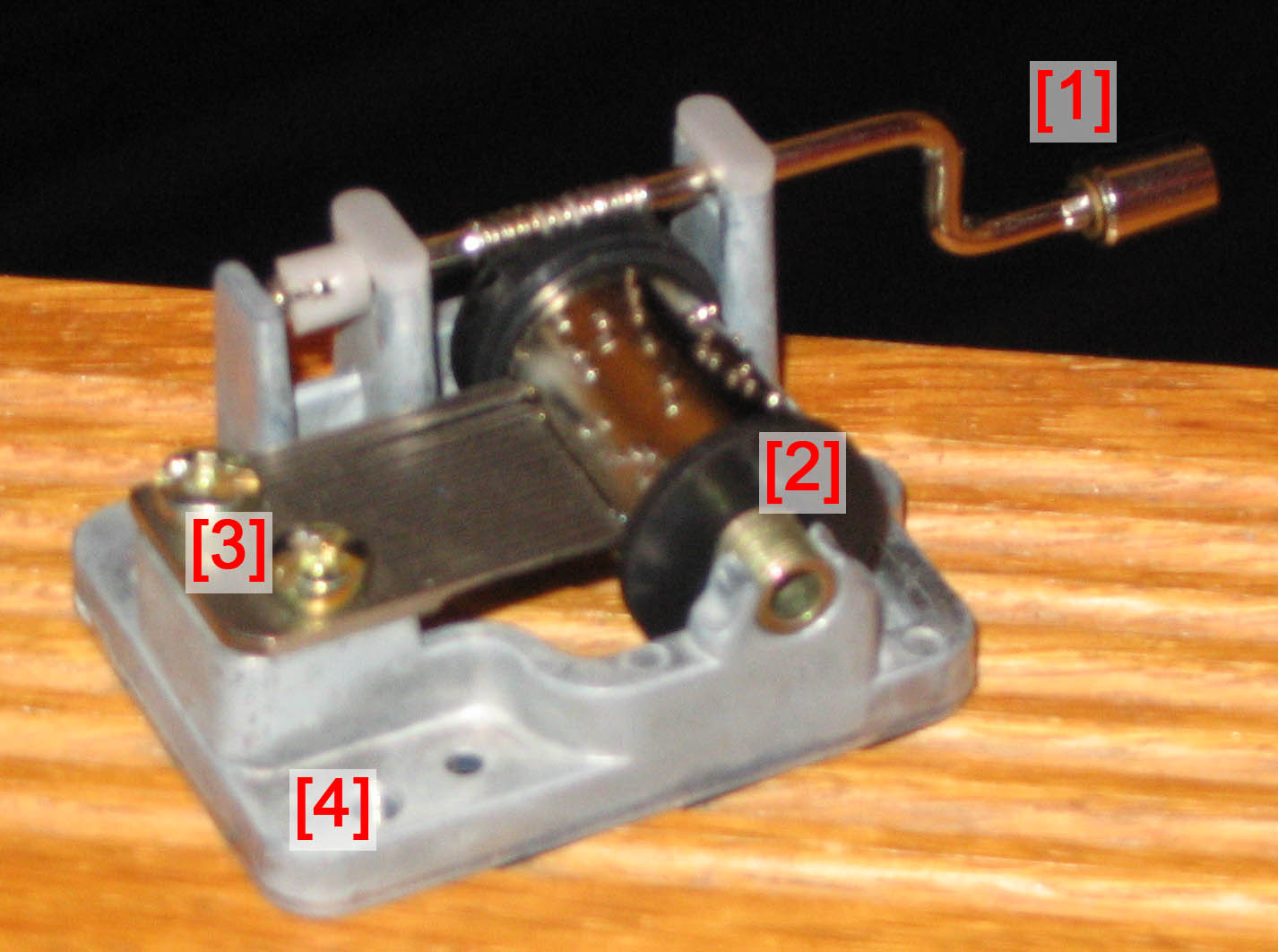
Caja de música sin resorte.1=Manivela, 2= Cilindro, 3=Láminas, 4=Base

Las primeras cajas del siglo XVIII usaron discos metálicos. El cambio a cilindros se realizó después de las guerras napoleónicas. En las últimas décadas del siglo XIX se produjeron gran cantidad modelos, como el phopylon y otros con discos intercambiables, en vez de cilindros intercambiables. Los cilindros normalmente estaban hechos de metal, y movidos por un muelle. En algunos modelos, los cilindros podían ser reemplazados para cambiar la melodía, gracias a un invento de Paillard en 1862, que fue perfeccionado por Metert en Génova en 1879. En algunos modelos excepcionales hay 4 muelles, para producir un sonido continuo que puede durar hasta 3 horas. Poco a poco fue disminuyendo la producción de cajas de música activadas con cilindros.
La denominación de "caja de música" se aplica también a aparatos de relojería en que el disco o el cilindro solo servían para "programar" funciones, sin hacer uso de remaches ni de un cepillo metálico. En lugar de eso, el cilindro (o disco) accionaba fuelles y palancas que abrían unas válvulas mecánicas, las cuales accionaban un instrumento de viento modificado o punteaban acordes en un instrumento de cuerda modificado. Algunos aparatos podían accionar ambos instrumentos al mismo tiempo, y con frecuencia combinaban pianos mecánicos con cajas de música, como el «orchestrion».
A fines del siglo XIX y a principios del siglo XX, la mayoría de las cajas de música fueron gradualmente remplazadas por pianos mecánicos, instrumentos más versátiles y melodiosos, y con mayor potencia de sonido, o por pequeños gramófonos que tenían la ventaja de poder reproducir la voz humana.

## Elementos de la caja de música

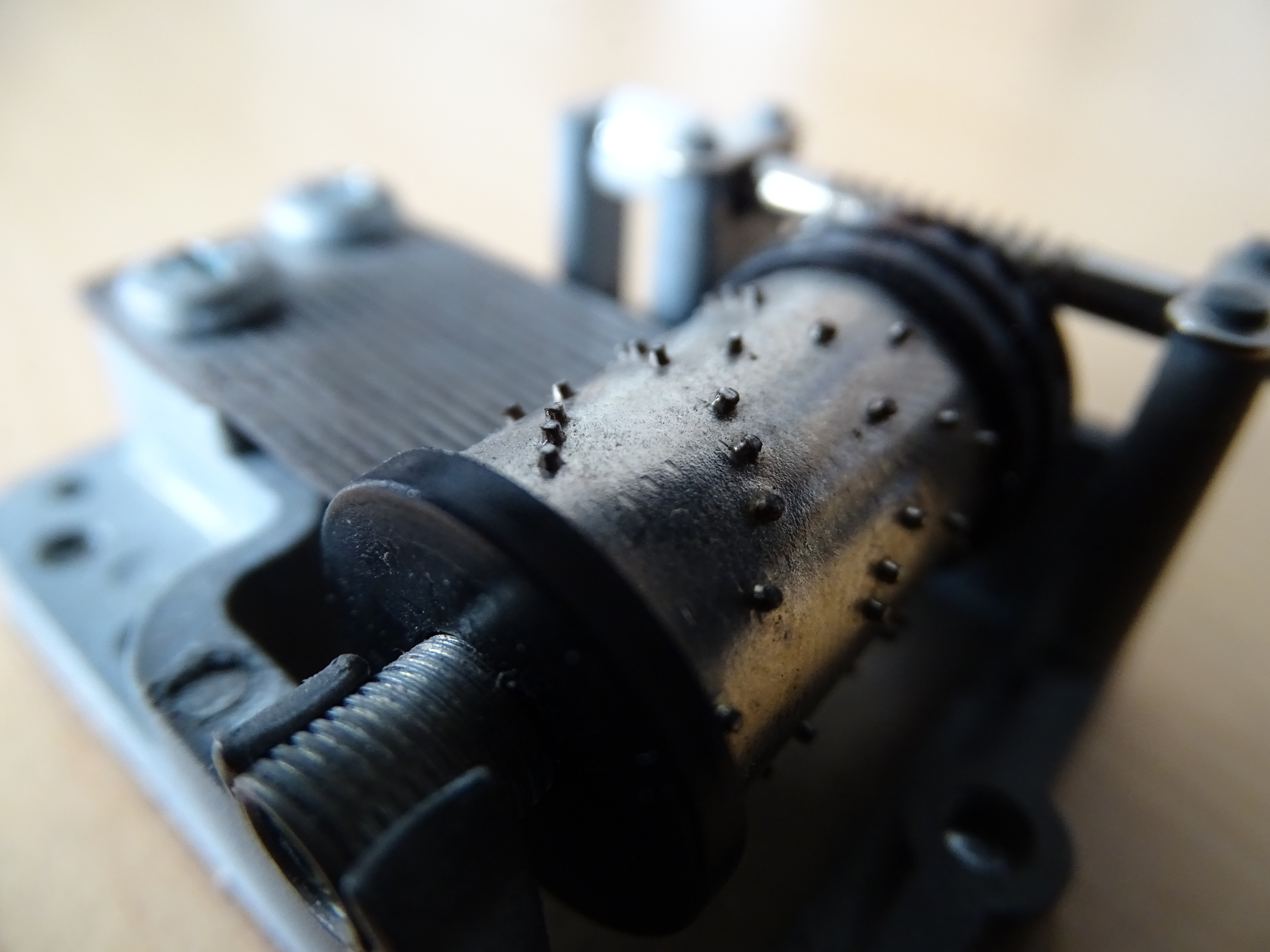
Caja de música moderna (comercial)

1. La base es una placa de metal a la cual se fijan con tornillos las demás piezas.
2. La manivela, utilizada para activar el muelle poniéndolo en tensión. 2ºA
3. El motor del muelle, que permite que la melodía dure desde algunos minutos hasta una hora o varias horas.
4. Los remaches, ubicados en el cilindro giratorio o disco, que alzan las láminas del cepillo y las sueltan para que vibren y produzcan el sonido.
5. El cepillo o teclado de metal, compuesto por una serie de láminas afinadas.
6. Un muñeco o bailarina, opcionalmente situado en la parte superior de la caja, que da vueltas mientras la música suena.

## Tipología y mejoras
- De Tambor y campana, modelo creado por Graham Wedd que acentuaba el ritmo de la melodía reproducida.
- Dúplex, modelo creado por Alfred Junod en 1887, le da la capacidad a la caja musical de tener dos peines y dos cilindros giratorios de forma paralela. Permitía que la melodía y el acompañamiento fueran tocados a la vez.
- Piano forte, prototipo creado por Nicole Frères en 1840, en el que el peine está hecho en dos secciones diferentes (una pieza larga u una corta) lo que producía sonidos tanto fuertes como suaves.
- Harpe éolienne, nombre que deriva de las arpas eólicas, para un modelo con una abertura a través de la cual se extienden y afinan cuerdas de varias longitudes. Cuando el aire soplaba a través de ellas se producía una armonía que subía y bajaba.
- Mandolina, quizá la caja de música más popular, así llamada por imitar el sonido de la mandolina.
- Caja orquesta que incluía sonidos de tambor, campanas y castañuelas, y que permitía intercambiar los cilindros.
- Accesorio cítara (o accesorio arpa), para un modelo mejorado que se popularizó a partir de la década de 1880 y que ayudaba a que la caja aumentara su sonido acompañado de un zumbido que similar al de una cítara o un arpa.